# Trynfladdermus
Trynfladdermus (Craseonycteris thonglongyai) är världens minsta fladdermus, och räknas tillsammans med flimmernäbbmusen som världens minsta däggdjur. Den är den enda arten i släktet Craseonycteris som i sin tur är det enda släktet i familjen trynfladdermöss. Arten upptäcktes först 1973.
Artepitet i det vetenskapliga namnet hedrar zoolog Kitti Thonglongya från Thailand som var delaktig i artens upptäckt.

## Utseende
Trynfladdermusen har en kroppslängd av omkring 3 cm och en vikt på ungefär 2 g. Den har en tjock, gristryneliknande nos, stora öron och små ögon. Pälsen är grå till rödbrun med ljusare buk. Vingarna är mörka, med långa spetsar, som gör att fladdermusen kan ryttla stillastående i luften. Den har svansflyghud, men saknar yttre svans.
Tandformeln är I 1/2 C 1/1 P 1/2 M 3/3, alltså 38 tänder. I överkäken förekommer mellan de stora framtänderna och hörntänderna en klaff. På framtänderna i underkäken finns tre knölar. Trynfladdermusen har ganska långa och smala hörntänder.

## Utbredning
Trynfladdermusen finns endast i Kanchanaburi-provinsen i sydvästra Thailand, där den lever i 35 grottor, och i 8 grottor över gränsen in i Burma (Myanmar).

## Vanor
Trynfladdermusen är främst i rörelse om natten, då den flyger kring topparna av bambusnår och teakträd, där den jagar småinsekter. Främst livnär den sig på tvåvingar (flugor och mygg), i andra hand på små steklar och stövsländor. Den förefaller inte avlägsna sig mer än omkring 1 km från daglegan, som den tillbringar i kalkstensgrottor nära floder.
Arten jagar med hjälp av ekolokalisering.

## Status
IUCN betecknar den som sårbar (VU). Man beräknar den totala populationen till mindre än 10 000 individer. Främsta hotet är skogsavverkningar, som har förstört stora delar av deras ursprungliga jaktområden.